# Günther Eger
Günther Eger (n. 7 septembrie 1964, Tegernsee, Bavaria, Germania) este un bober ce a reprezentat Germania, medaliat olimpic. A participat la o ediție a Jocurilor Olimpice (1992) în care a câștigat o medalie de bronz.

## Participări
Lista de mai jos prezintă principalele competiții la care a participat Günther Eger de-a lungul carierei.
- bobsleigh aux Jeux olympiques de 1992[*]